# Gloiothele globosa
Gloiothele globosa är en svampart som beskrevs av Sheng H. Wu 1996. Gloiothele globosa ingår i släktet Gloiothele och familjen Peniophoraceae.   Inga underarter finns listade i Catalogue of Life.